# Grasulf al II-lea de Friuli
Grasulf al II-lea a fost duce de Friuli din 616 sau 617.
Fiu al ducelui Gisulf I, Grasulf al II-lea a devenit duce de Friuli după asasinarea nepoților săi de frate, Tasso și Kakko, în Oderzo în 616 sau 617. Ceilalți nepoți ai săi, Radoald și Grimoald, au părăsit Friuli pentru a ajunge în Ducatul de Benevento, nedorind să rămână alături de Grasulf. Alte date despre Grasulf nu se cunosc, iar data morții sale este de asemenea incertă, știindu-se doar că a murit la Cividale.